# Cattin' with Coltrane and Quinichette
Cattin' with Coltrane and Quinichette è un album discografico del musicista jazz John Coltrane, pubblicato nel 1959 dalla Prestige Records (n. cat. 7158).
Il disco venne pubblicato due anni dopo le sessioni di registrazione che avevano prodotto il materiale sull'album, e quando il contratto di Coltrane con la Prestige era già scaduto.

## Tracce
1. Cattin' - 7:20
2. Sunday - 6:58
3. Exactly Like You - 6:45
4. Anatomy -; 8:48
5. Vodka - 9:02

## Musicisti
- John Coltrane — sassofono tenore
- Paul Quinichette — sassofono tenore
- Mal Waldron — pianoforte
- Julian Euell — contrabbasso
- Ed Thigpen — batteria